# 온타리오주의 기

온타리오 주의 기

온타리오 주 총독의 기

온타리오 주의 기는 온타리오주의 깃발이다. 빨간 바탕에 유니언 잭이 붙어있으며, 온타리오 주의 문장이 새겨진 형태의 기이다.

## 같이 보기
- 캐나다의 기 목록